# Caulleriella magnaoculata
Caulleriella magnaoculata är en ringmaskart som beskrevs av Hartmann-Schröder 1962. Caulleriella magnaoculata ingår i släktet Caulleriella och familjen Cirratulidae. Inga underarter finns listade i Catalogue of Life.